# 克莱沃的安娜
克莱沃的安娜（英語：Anne of Cleves、德語：Anna von Jülich-Kleve-Berg；1515年9月22日—1557年7月16日），英格蘭王后，英王亨利八世的第四任妻子，玛丽一世、伊丽莎白一世的繼母。与亨利八世分手後被其收為義妹。

## 簡介
她与亨利八世的婚姻從1540年1月6日至1540年7月9日宣告無效，當時亨利基於她不如傳聞中的美艷，又加上她的家族，與神聖羅馬皇帝關係不睦，亨利急著結束這場政治婚姻，兩人稱由于從未圓房令婚姻不完全，所以安娜沒有被加冕為王后。
婚姻關係結束後，由於安娜並未反對婚姻的撤消，她得到亨利慷慨的安置，自此亦被稱為「國王親愛的姊妹」（the King's Beloved Sister）。在亨利八世的六位妻子中，壽命次於阿拉貢的凱瑟琳；她活到玛丽一世加冕的時候，是亨利八世歷任妻子中最後離世者。因与亨利八世的婚姻被取消，她在亨利八世死后不被视为王太后。